# Красильников, Николай Владимирович
Никола́й Влади́мирович Краси́льников (род. 6 июля 1967) — российский дипломат. Чрезвычайный и полномочный посланник 1 класса (2021).

## Биография
Окончил Московский государственный институт международных отношений (МГИМО) МИД России (1991). На дипломатической работе с 1991 года. Владеет английским и суахили языками.
В 2007—2008 годах — советник Посольства России в Южно-Африканской Республике.
В 2008—2012 годах — советник Посольства России в США.
В 2012—2014 годах — начальник отдела в Департаменте Африки МИД России.
С июня 2014 по июнь 2019 года — заместитель директора Департамента Африки МИД России.
С 26 июня 2019 года — чрезвычайный и полномочный посол Российской Федерации в Зимбабве. Верительные грамоты вручил 30 октября 2019 года.
С 1 августа 2019 года — чрезвычайный и полномочный посол Российской Федерации в Малави по совместительству.

## Дипломатический ранг
- Чрезвычайный и полномочный посланник 2 класса (10 июня 2017)[4].
- Чрезвычайный и полномочный посланник 1 класса (13 сентября 2021)[5].

## Семья
Женат, имеет двух дочерей и сына.